# Bombarral
Bombarral és un municipi portuguès a la regió del Centre i a la Subregió de l'Oeste. L'any 2006 tenia 13.856 habitants. Limita al nord amb Óbidos, al nord-est amb Caldas da Rainha, al sud-est amb Cadaval i al sud-oest amb Lourinhã. Fou creat en 1914 per desmembrament del municipi d'Óbidos.

## Població
| Població del concelho de Bombarral (1920 – 2004) | Població del concelho de Bombarral (1920 – 2004) | Població del concelho de Bombarral (1920 – 2004) | Població del concelho de Bombarral (1920 – 2004) | Població del concelho de Bombarral (1920 – 2004) | Població del concelho de Bombarral (1920 – 2004) | Població del concelho de Bombarral (1920 – 2004) |
| ------------------------------------------------ | ------------------------------------------------ | ------------------------------------------------ | ------------------------------------------------ | ------------------------------------------------ | ------------------------------------------------ | ------------------------------------------------ |
| 1920                                             | 1930                                             | 1960                                             | 1981                                             | 1991                                             | 2001                                             | 2004                                             |
| 11206                                            | 12669                                            | 15209                                            | 13758                                            | 12727                                            | 13324                                            | 13712                                            |

## Freguesies
- Bombarral
- Carvalhal
- Pó
- Roliça
- Vale Côvo